# Sylvie Daigle
Sylvie Daigle (Sherbrooke, 1 december 1962) is een Canadees voormalig shorttrackster en langebaanschaatsster.

## Carrière
Als langebaanschaatsster nam Daigle deel aan vier allroundkampioenschappen en zeven sprintkampioenschappen, haar beste resultaat was in 1982 op de WK sprint toen ze negende werd. In 1980 en 1984 nam ze ook deel aan het Schaatsen op de Olympische Winterspelen.
In het shorttrack, toentertijd nog een jonge sport, stond Daigle acht keer op het WK-podium, ze won brons in 1982, zilver in 1984 en 1991 en vijf keer pakte ze de wereldtitel (1979, 1983, 1988, 1989, 1990).
Het shorttrack op de Olympische Winterspelen 1988 was nog slechts een demonstratiesport, dus toen Daigle de 1500 meter won, ontving ze geen medaille en was ze officieel nog geen olympisch kampioene. Vier jaar later in Albertville, bij het shorttrack op de Olympische Winterspelen 1992 won Daigle met de Canadese damesploeg de olympische gouden medaille op de aflossing, dit keer wel officieel. Nog twee jaar later bij het shorttrack op de Olympische Winterspelen 1994 in Lillehammer won Daigle met de Canadese vrouwen zilver.
1992: Cutrone, Daigle, Lambert, Perreault ·
1994: Chun, Kim S.-h., Kim Y.-m., Won ·
1998: An, Chun, Kim, Won ·
2002: Choi E.-k., Choi M.-k., Joo, Park ·
2006: Byun, Choi, Jeon, Jin, Kang ·
2010: Sun, Wang, Zhang, Zhou ·
2014: Cho, Kim, Kong, Park, Shim ·
2018: Choi, Kim A.-l., Kim Y.-j., Lee, Shim ·
2022: Van Kerkhof, Poutsma, Schulting, Velzeboer
1976: Celeste Chlapaty · 
1977: Brenda Webster · 
1978: Sarah Docter · 
1979: Sylvie Daigle · 
1980: Miyoshi Kato · 
1981: Miyoshi Kato · 
1982: Maryse Perreault · 
1983: Sylvie Daigle · 
1984: Mariko Kinoshita · 
1985: Eiko Shishii · 
1986: Bonnie Blair · 
1987: Eiko Shishii · 
1988: Sylvie Daigle · 
1989: Sylvie Daigle · 
1990: Sylvie Daigle · 
1991: Nathalie Lambert · 
1992: Kim So-hee · 
1993: Nathalie Lambert · 
1994: Nathalie Lambert · 
1995: Chun Lee-kyung · 
1996: Chun Lee-kyung · 
1997: Chun Lee-kyung/Yang Yang (A) · 
1998: Yang Yang (A) · 
1999: Yang Yang (A) · 
2000: Yang Yang (A) · 
2001: Yang Yang (A) · 
2002: Yang Yang (A) · 
2003: Choi Eun-kyung · 
2004: Choi Eun-kyung · 
2005: Jin Sun-yu · 
2006: Jin Sun-yu · 
2007: Jin Sun-yu · 
2008: Wang Meng · 
2009: Wang Meng · 
2010: Park Seung-hi · 
2011: Cho Ha-ri · 
2012: Li Jianrou · 
2013: Wang Meng · 
2014: Shim Suk-hee · 
2015: Choi Min-jeong · 
2016: Choi Min-jeong · 
2017: Elise Christie ·
2018: Choi Min-jeong ·
2019: Suzanne Schulting ·
2021: Suzanne Schulting ·
2022: Choi Min-jeong